# Pompeia Futebol Clube
O Pompeia Futebol Clube é um clube de futebol amador brasileiro da cidade de Belo Horizonte. Tem grande tradição no futebol de várzea, nas categorias de base e adulta.

## História
Fundado em 1921 por membros da tradicional família Dutra e moradores do bairro Pompeia, na região Leste de Belo Horizonte, tem grande tradição no futebol amador de Minas Gerais. Atualmente, seu estádio localiza-se no bairro São Geraldo, nas proximidades de sua localização original. É o único time brasileiro (incluindo as equipes profissionais) a ganhar uma mesma competição 13 vezes consecutivas.
Ao longo de sua história, o clube não apostou unicamente no futebol, promovendo modalidades como atletismo e natação. A equipe também é uma das precursoras do futebol feminino no país, com seu primeiro time feminino remontando da década de 1980.
Tem alguma tradição nas categorias de base, tendo como principal revelação o zagueiro Welton Felipe.

## Principais Títulos
- Campeonato Juvenil da Cidade

Campeão em 1948 e 1973/1974/1976 (tricampeão)
- Campeonato da Divisão Amadora

Campeão em 1951/1952 (bicampeão) e 1968/1969/1970/1971/1972/1973/1974/1975/1976/1977/1978/1979/1980 (13 vezes campeão consecutivas)
- Copa Itatiaia

Campeão em 1961 (primeiro campeão) e 1982
- Torneio Prefeito Maurício Campos

Campeão em 1980
- Super Campeonato Amador da Cidade

Campeão em 1980
- Campeonato Sênior Grande BH

Campeão em 1987/1988/1989 (tricampeão)